# アブラソコムツ
アブラソコムツ（油底鯥・脂底鯥、英名：Escolar、エスカラー）は、スズキ目サバ亜目クロタチカマス科のアブラソコムツ属 Lepidocybiumに属する魚。各国の温熱帯の深海域に生息する。ワックスエステル魚の一種で、人間にとっては食用とした場合に有害である。

## 名称
静岡県ではサットウと呼ばれる。大東諸島では、同科異属のバラムツと区別せずにインガンダルマまたはダルマという別名で呼ばれる。

## 特徴
体長100センチメートルを超える大型魚で、大きいものは150センチメートル近くにもなる。
体は黒茶色で、目が白くて大きい。歯は鋭く、ムツのように厳つい顔立ちをしているが、食用魚のムツとは同じスズキ目で深海魚である以外には関係は遠い。
引きが強いので、スポーツフィッシングの対象にされることもある。深度150 - 1000メートル付近の深海に生息。

## 利用
マグロ、特に大トロに似て美味とされるが、有害である。
日本ではバラムツとともに販売禁止に指定され（食品衛生法第6条2項：有害な物質を含むもしくはその恐れのある食品）、判例もこれを支持しているため、市場には流通していない。
しかし上記の通り釣りの対象で、釣獲や混獲で入手可能なことから一部で食用にされている。
有害性は、油脂成分がワックスエステルであることに由来する。これは深海魚に多い形質で、ヒトは消化できずヒマシ油などと同じく瀉下作用（下剤効果）を発揮する。そのため大量に摂取すると腹痛や下痢を起こすリスクがあり、さらには便意を伴うことなく油脂が肛門からそのまま一気に漏れ出す、あるいは皮脂漏症（皮膚から油が漏れる病気）を起こしたり、下痢が重症だと脱水症状や昏睡に至るおそれもある。販売流通の禁止されていない海外のサイトによると、"never in portions larger than six ounces." と、Escolar(アブラソコムツ)の、6オンス（約170グラム）以上の切り身は摂取しないことを強く薦めている。
2013年2月、アメリカの月刊誌『アトランティック』は、アメリカ国内で販売されているマグロの59%が偽装とする記事を掲載した。これによると寿司店（sushi venues）は74%と最も多く、また「white tuna」と表示されているものの84%がアブラソコムツであるとして、油下痢に注意するよう促している。
台湾では、「油魚」（ヨウユー）と称し、魚卵をからすみと同様に加工した「油魚子」（ヨウユーズー）と呼ばれる食品が屏東県東港鎮で考案され、クロマグロ、サクラエビと合わせて「東港三宝」と称する名産品として販売されている。